# マイケル・ジョーンズ (歌手)
マイケル・ジョーンズ（Michael Johns、1978年10月20日 - 2014年8月1日）は、オーストラリア、パース出身の歌手。松田聖子の「抱いて…」を英語でカヴァーし、日本盤のアルバムも発売された。2014年に急逝。35歳没。

## プロフィール
米人気オーディション番組『アメリカン・アイドル』（シーズン7）のファイナリストとなり、注目を集めた。予選の段階から実力を高く評価され、人気を博していたものの、番組では8位と早期に脱落することとなり、当時の視聴者に大きな衝撃を与えた。その後、番組は「予期せぬ段階で脱落したファイナリストを審査員権限により1度だけ救える」という新ルールを設けることになったが、このルールが初めて紹介された際にジョーンズの脱落映像も流れていたため、シーズン7放送当時にこのルールが存在していたら、ジョーンズの脱落の際に適用されていたと思われる。
『アメリカン・アイドル』以後はデイヴィッド・フォスターに才能を買われ、フォスターのコンサートなどにも出演した。フォスター作曲の「抱いて…」を英語でカヴァーし、『それでも僕はあきらめない、この手で夢をつかむまでは』というタイトルで日本盤アルバムも発売された。
2014年7月末に足首に痛みを訴え病院へ行くが、特に異常なしと診断され帰宅、しかし翌日の8月1日に自宅で急逝した。死因は、足首にできた血栓とされている。

## ディスコグラフィ

### アルバム
- 『それでも僕はあきらめない、この手で夢をつかむまでは』 - Hold Back My Heart (2009年、Downtown)
- Love & Sex (2012年、Downtown) ※EP

### シングル
- "Heart on My Sleeve" (2009年)

## 参照
- イケメン歌手、マイケル・ジョーンズが歌う「抱いて…」に問い合わせ殺到 ！ - musicgear
- 「アメリカン・アイドル」S7出場者マイケル・ジョーンズが急死 生前は松田聖子の英語カバーなどで話題に - TVグルーヴ